# Canton du Midi corrézien
Le canton du Midi corrézien est une circonscription électorale française du département de la Corrèze créée par le décret du 24 février 2014 et entrée en vigueur lors des élections départementales de 2015.

## Histoire
Un nouveau découpage territorial de la Corrèze entre en vigueur en mars 2015, défini par le décret du 24 février 2014, en application des lois du 17 mai 2013 (loi organique 2013-402 et loi 2013-403). Les conseillers départementaux sont, à compter de ces élections, élus au scrutin majoritaire binominal mixte. Les électeurs de chaque canton élisent au Conseil départemental, nouvelle appellation du Conseil général, deux membres de sexe différent, qui se présentent en binôme de candidats. Les conseillers départementaux sont élus pour 6 ans au scrutin binominal majoritaire à deux tours, l'accès au second tour nécessitant 12,5 % des inscrits au 1er tour. En outre la totalité des conseillers départementaux est renouvelée. Ce nouveau mode de scrutin nécessite un redécoupage des cantons dont le nombre est divisé par deux avec arrondi à l'unité impaire supérieure si ce nombre n'est pas entier impair, assorti de conditions de seuils minimaux. Dans la Corrèze, le nombre de cantons passe ainsi de 37 à 19. Le nouveau canton du Midi corrézien est formé de communes des anciens cantons Beaulieu-sur-Dordogne, de Beynat, de Meyssac et d'Argentat. Contrairement à l'ancien découpage où chaque canton était inclus à l'intérieur d'un seul arrondissement, le nouveau découpage territorial s'affranchit des limites des arrondissements. C'est le cas pour le canton du Midi corrézien dont trente-trois communes font partie de l'arrondissement de Brive-la-Gaillarde et une de celui de Tulle.

## Représentation
| Période élective | Période élective | Mandat | Mandat   | Identité         | Nuance | Nuance | Qualité |
| ---------------- | ---------------- | ------ | -------- | ---------------- | ------ | ------ | --- |
| 2015             | 2021             | 2015   | 2021     | Pascal Coste     |        | LR     | Agriculteur Maire de Beynat (2001-2015) Élu président du conseil départemental de la Corrèze                                                          |
| 2015             | 2021             | 2015   | 2021     | Ghislaine Dubost |        | DVD    | Adjointe au maire de Beaulieu-sur-Dordogne |
| 2021             | 2028             | 2021   | en cours | Pascal Coste     |        | LR     | Président du conseil départemental de la Corrèze depuis 2015 Conseiller régional de Nouvelle-Aquitaine depuis 2021 Suppléant du député Francis Dubois |
| 2021             | 2028             | 2021   | en cours | Ghislaine Dubost |        | DVD    | Maire déléguée de Beaulieu-sur-Dordogne depuis 2019                                                                                                   |

### Résultats détaillés

#### Élections de mars 2015
À l'issue du 1er tour des élections départementales de 2015, deux binômes sont en ballottage : Pascal Coste et Ghislaine Dubost (UMP, 48,04 %) et Sylvie Jayle et Bertrand Rivière (PS, 25,94 %). Le taux de participation est de 67,95 % (6 953 votants sur 10 233 inscrits) contre 59,60 % au niveau départemental et 50,17 % au niveau national.
Au second tour, Pascal Coste et Ghislaine Dubost (UMP) sont élus avec 61,48 % des suffrages exprimés et un taux de participation de 67,02 % (3 818 voix pour 6 857 votants et 10 232 inscrits).

#### Élections de juin 2021
Le premier tour des élections départementales de 2021 est marqué par un très faible taux de participation (33,26 % au niveau national). Dans le canton du Midi corrézien, ce taux de participation est de 51,79 % (5 292 votants sur 10 219 inscrits) contre 42,13 % au niveau départemental. À l'issue de ce premier tour, le binôme constitué de Pascal Coste et Ghislaine Dubost (Union à droite, 85,95 %), est élu avec 85,95 % des suffrages exprimés.
Le second tour des élections est marqué une nouvelle fois par une abstention massive équivalente au premier tour. Les taux de participation sont de 34,3 % au niveau national, 43,69 % dans le département et 51,79 % dans le canton du Midi corrézien. Pascal Coste et Ghislaine Dubost (Union à droite) sont élus avec 85,95 % des suffrages exprimés (3 812 voix pour 5 292 votants et 10 219 inscrits),,.

## Composition
Le nouveau canton du Midi corrézien comprenait 34 communes entières à sa création.
À la suite de la fusion, au 1er janvier 2019, de Beaulieu-sur-Dordogne et de Brivezac pour former la commune de Beaulieu-sur-Dordogne, le nombre de communes descend à 33.
| Nom                            | Code Insee | Intercommunalité  | Superficie (km2) | Population (dernière pop. légale) | Densité (hab./km2) | Modifier                                    |
| ------------------------------ | ---------- | ----------------- | ---------------- | --------------------------------- | ------------------ | ------------------------------------------- |
| Beynat (bureau centralisateur) | 19023      | CC Midi Corrézien | 34,84            | 1 281 (2022)                      | 37                 | modifier les données · modifier les données |
| Albignac                       | 19003      | CC Midi Corrézien | 9,74             | 235 (2022)                        | 24                 | modifier les données · modifier les données |
| Astaillac                      | 19012      | CC Midi Corrézien | 7,35             | 207 (2022)                        | 28                 | modifier les données · modifier les données |
| Aubazines                      | 19013      | CC Midi Corrézien | 14,10            | 860 (2022)                        | 61                 | modifier les données · modifier les données |
| Beaulieu-sur-Dordogne          | 19019      | CC Midi Corrézien | 16,89            | 1 310 (2022)                      | 78                 | modifier les données · modifier les données |
| Bilhac                         | 19026      | CC Midi Corrézien | 6,99             | 246 (2022)                        | 35                 | modifier les données · modifier les données |
| Branceilles                    | 19029      | CC Midi Corrézien | 11,59            | 276 (2022)                        | 24                 | modifier les données · modifier les données |
| La Chapelle-aux-Saints         | 19044      | CC Midi Corrézien | 4,72             | 260 (2022)                        | 55                 | modifier les données · modifier les données |
| Chauffour-sur-Vell             | 19050      | CC Midi Corrézien | 7,19             | 413 (2022)                        | 57                 | modifier les données · modifier les données |
| Chenailler-Mascheix            | 19054      | CC Midi Corrézien | 15,82            | 214 (2022)                        | 14                 | modifier les données · modifier les données |
| Collonges-la-Rouge             | 19057      | CC Midi Corrézien | 14,31            | 478 (2022)                        | 33                 | modifier les données · modifier les données |
| Curemonte                      | 19067      | CC Midi Corrézien | 8,83             | 215 (2022)                        | 24                 | modifier les données · modifier les données |
| Lagleygeolle                   | 19099      | CC Midi Corrézien | 19,54            | 224 (2022)                        | 11                 | modifier les données · modifier les données |
| Lanteuil                       | 19105      | CC Midi Corrézien | 22,47            | 504 (2022)                        | 22                 | modifier les données · modifier les données |
| Ligneyrac                      | 19115      | CC Midi Corrézien | 8,36             | 293 (2022)                        | 35                 | modifier les données · modifier les données |
| Liourdres                      | 19116      | CC Midi Corrézien | 5,91             | 266 (2022)                        | 45                 | modifier les données · modifier les données |
| Lostanges                      | 19119      | CC Midi Corrézien | 9,47             | 152 (2022)                        | 16                 | modifier les données · modifier les données |
| Marcillac-la-Croze             | 19126      | CC Midi Corrézien | 6,08             | 176 (2022)                        | 29                 | modifier les données · modifier les données |
| Ménoire                        | 19132      | CC Midi Corrézien | 6,43             | 136 (2022)                        | 21                 | modifier les données · modifier les données |
| Meyssac                        | 19138      | CC Midi Corrézien | 11,56            | 1 290 (2022)                      | 112                | modifier les données · modifier les données |
| Noailhac                       | 19150      | CC Midi Corrézien | 13,51            | 351 (2022)                        | 26                 | modifier les données · modifier les données |
| Nonards                        | 19152      | CC Midi Corrézien | 11,10            | 478 (2022)                        | 43                 | modifier les données · modifier les données |
| Palazinges                     | 19156      | CC Midi Corrézien | 5,25             | 167 (2022)                        | 32                 | modifier les données · modifier les données |
| Le Pescher                     | 19163      | CC Midi Corrézien | 11,18            | 358 (2022)                        | 32                 | modifier les données · modifier les données |
| Puy-d'Arnac                    | 19169      | CC Midi Corrézien | 12,27            | 293 (2022)                        | 24                 | modifier les données · modifier les données |
| Queyssac-les-Vignes            | 19170      | CC Midi Corrézien | 11,13            | 235 (2022)                        | 21                 | modifier les données · modifier les données |
| Saillac                        | 19179      | CC Midi Corrézien | 4,25             | 210 (2022)                        | 49                 | modifier les données · modifier les données |
| Saint-Bazile-de-Meyssac        | 19184      | CC Midi Corrézien | 4,47             | 137 (2022)                        | 31                 | modifier les données · modifier les données |
| Saint-Julien-Maumont           | 19217      | CC Midi Corrézien | 6,21             | 173 (2022)                        | 28                 | modifier les données · modifier les données |
| Sérilhac                       | 19257      | CC Midi Corrézien | 12,53            | 273 (2022)                        | 22                 | modifier les données · modifier les données |
| Sioniac                        | 19260      | CC Midi Corrézien | 10,60            | 237 (2022)                        | 22                 | modifier les données · modifier les données |
| Tudeils                        | 19271      | CC Midi Corrézien | 9,55             | 266 (2022)                        | 28                 | modifier les données · modifier les données |
| Végennes                       | 19280      | CC Midi Corrézien | 10,11            | 174 (2022)                        | 17                 | modifier les données · modifier les données |
| Canton du Midi corrézien       | 1910       |                   | 364,35           | 12 388 (2022)                     | 34                 | modifier les données                        |

## Démographie
En 2022, le canton comptait 12 388 habitants, en évolution de +1,02 % par rapport à 2016 (Corrèze : −0,59 %, France hors Mayotte : +2,11 %).
| 2013   | 2018   | 2022   |
| ------ | ------ | ------ |
| 12 250 | 12 145 | 12 388 |

## Historique des élections

### Élection de 2015
| Candidats          | Partis      | Partis      | Premier tour | Premier tour | Second tour | Second tour |
| Candidats          | Partis      | Partis      | Voix         | %            | Voix        | %           |
| ------------------ | ----------- | ----------- | ------------ | ------------ | ----------- | ----------- |
| Pascal Coste       |             | UMP         | 3 169        | 48,04        | 3 818       | 61,48       |
| Ghislaine Dubost   |             | DVD         | 3 169        | 48,04        | 3 818       | 61,48       |
| Sylvie Jayle       |             | PS          | 1 711        | 25,94        | 2 392       | 38,52       |
| Bertrand Rivière   |             | PS          | 1 711        | 25,94        | 2 392       | 38,52       |
| Sébastien Colpin   |             | FN          | 986          | 14,95        |             |             |
| Frédérique Lannaud |             | FN          | 986          | 14,95        |             |             |
| Gérard Bavant      |             | PG          | 730          | 11,07        |             |             |
| Claude Maupertuy   |             | PG          | 730          | 11,07        |             |             |
|                    |             |             |              |              |             |             |
| Inscrits           | Inscrits    | Inscrits    | 10 233       | 100,00       | 10 232      | 100,00      |
| Abstentions        | Abstentions | Abstentions | 3 280        | 32,05        | 3 375       | 32,98       |
| Votants            | Votants     | Votants     | 6 953        | 67,95        | 6 857       | 67,02       |
| Blancs             | Blancs      | Blancs      | 226          | 3,25         | 420         | 6,13        |
| Nuls               | Nuls        | Nuls        | 131          | 1,88         | 227         | 3,31        |
| Exprimés           | Exprimés    | Exprimés    | 6 596        | 94,87        | 6 210       | 90,56       |

### Élection de 2021
| Candidats                | Partis                   | Partis                   | Premier tour | Premier tour |
| Candidats                | Partis                   | Partis                   | Voix         | %            |
| ------------------------ | ------------------------ | ------------------------ | ------------ | ------------ |
| Pascal Coste             |                          | LR                       | 3 812        | 85,95        |
| Ghislaine Dubost         |                          | DVD                      | 3 812        | 85,95        |
| Mickaël Da Silva         |                          | RN                       | 623          | 14,05        |
| Dominique Tounissou      |                          | RN                       | 623          | 14,05        |
|                          |                          |                          |              |              |
| Suffrages exprimés       | Suffrages exprimés       | Suffrages exprimés       | 4 435        | 83,81        |
| Votes blancs             | Votes blancs             | Votes blancs             | 534          | 10,09        |
| Votes nuls               | Votes nuls               | Votes nuls               | 323          | 6,10         |
| Total                    | Total                    | Total                    | 5 292        | 100          |
| Abstention               | Abstention               | Abstention               | 4 927        | 48,21        |
| Inscrits / participation | Inscrits / participation | Inscrits / participation | 10 219       | 51,79        |